# ISO/IEC 12207
ISO/IEC 12207 je jedan od ključnih standarda iz oblasti softverskog inženjeringa.
Opisuje arhitekturu životnog ciklusa softvera od koncepta do povlačenja. 
Primenjuje se za softverske proizvode i usluge prilikom nabavke, isporuke, razvoja, korišćenja i održavanja.
Ideja za donošenjem ovog standarda nastala 1988. Objavljen je 1. avgusta 1995. Učestvovali su predstavnici sledećih zemalja: Australija, Kanada, Danska, Finska, Francuska, Nemačka, Irska, Italija, Japan, Koreja, Holandija, Španija, Švedska, Velika Britanija i SAD.
Ovaj standard opisuje procese životnog ciklusa softvera, njihov međusobni interfejs, od konceptualizacije ideje do njegovog povlačenja iz upotrebe, obezbeđuje kontrolisanje i usavršavanje svih procesa, može se primeniti u slučajevima kada je softver samostalan entitet, ili sastavni deo složenog sistema.